# Никола Поповић (кошаркаш)
Никола Поповић (Бања Лука, 19. јул 1997) српски је кошаркаш. Игра на позицијама крилног центра и центра. Тренутно наступа за Лијеткабелис.

## Каријера

### Млађе категорије
Поповић се 2015. године са јуниорским тимом Црвене звезде пласирао на завршни турнир Евролиге, освојивши прво место на турниру "Марко Ивковић" у Београду. Никола се посебно истакао у финалној утакмици против Партизана, постигавши 14 поена.

### Колеџ
Од 2016. до 2020. године играо је за Бостон колеџ Иглсе, кошаркашки тим Бостон колеџа. У дресу Иглса уписао је 112 наступа, а просечно је по утакмици постизао 10,2 поена, хватао 5,6 скокова и прослеђивао 1,1 асистенцију.

### Клупска
Поповић је 7. јуна 2020. године потписао четворогодишњи уговор са Црвеном звездом, али је одмах потом прослеђен на једногодишњу позајмицу ФМП-у. Позајмица је раскинута већ 24. децембра исте године.

## Успеси

### Репрезентативни
- Светско првенство до 17 година:  2014.